# Polyscias dioica
Polyscias dioica är en araliaväxtart som först beskrevs av Eugène Vieillard, Jean Armand Isidore Pancher och Sebert, och fick sitt nu gällande namn av Hermann Harms. Polyscias dioica ingår i släktet Polyscias och familjen Araliaceae. Inga underarter finns listade.